# Audi Brussels

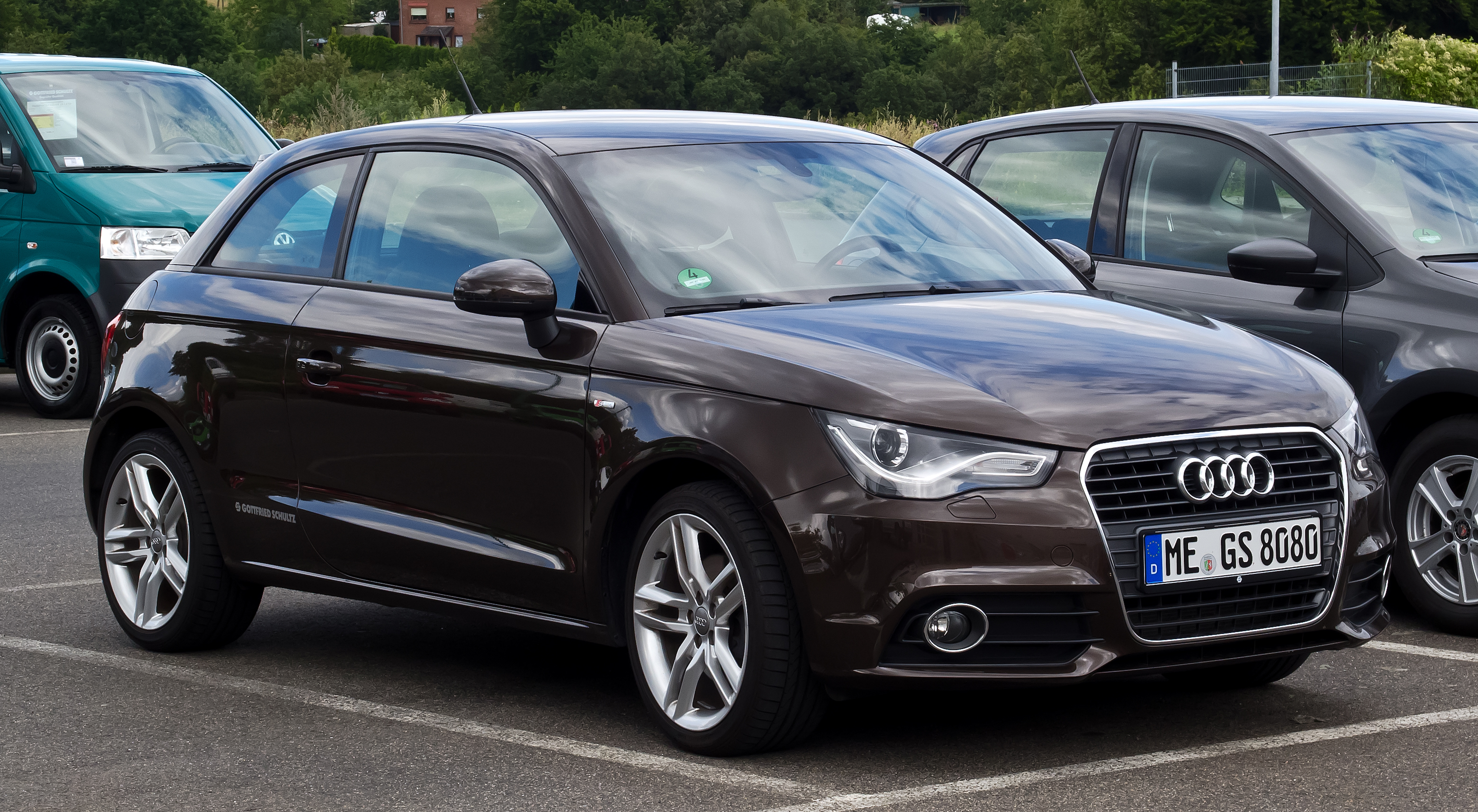
De Audi A1 die van mei 2010 tot 2018 in Brussel gebouwd werd.

Audi Brussels, voorheen Volkswagen Vorst, is een fabriek van Audi in Vorst, in het Brussels Gewest. Sinds 2018 wordt er de Audi Q8 e-tron geproduceerd, de eerste volledig elektrische SUV van het merk, en sinds 2019 ook de sportback-versie ervan. Op 28 februari 2025 stopt de autoproductie er definitief.

## Geschiedenis

### Anciens Etablissements D’Ieteren Frères
De geschiedenis van de vestiging Brussel gaat terug tot 1948. Alles begon met de bouw van de eerste productie-installaties en de oprichting van de fabriek onder de naam "Anciens Etablissements D’Ieteren Frères". Op 27 september 1948 legt Pierre D'Ieteren de eerste steen voor de fabriek, waar in eerste instantie alleen de productie van de Studebaker Champion gepland was. Enkele maanden later, op 7 april 1949 rolde in Vorst de eerste Studebaker van de band.
Vanaf 1954 werd de Volkswagen Kever gebouwd in Vorst – alles bij elkaar 1,1 miljoen stuks. Op dat moment was de fabriek zo'n 314.000 m² groot en produceerde zij met 750 werknemers ongeveer 75 wagens per dag. In 1960 werd de productie van de Studebakers gestopt en rolden er alleen nog Volkswagen en Porsche van de band.

### Volkswagen
Tegen het einde van het jaar 1970 neemt Volkswagen AG de vestiging in Vorst in het zuiden van Brussel over en begint dan met een volledige modernisering van het bedrijf, dat opnieuw wordt opgericht onder de naam "Volkswagen Brussel N.V. – Bruxelles S.A.". Op 7 juni 1974 viert de fabriek dat de 1.000.000e VW Kever van de band rijdt. Nog in datzelfde jaar begint de productie van de VW Passat. Na 21 jaar en 1.143.664 vervaardigde stuks wordt de productie van de VW Kever in Brussel stopgezet.
Vanaf 1980 worden in de Brusselse fabriek verschillende VW Golf-modellen geproduceerd. In totaal verlaten rond 4 miljoen VW Golf van verschillende generaties de vestiging in Vorst. In 1985 start de productie van de VW Iltis. Na 3918 vervaardigde voertuigen wordt deze productie in 1988 stopgezet.
In 1987 wordt een nieuwe stap gezet in de uitbreiding en capaciteitsverhoging van de fabriek: Volkswagen integreert naast een aanpalende voormalige Citroënfabriek nog andere omliggende gebieden. Tussen 1988 en 1991 wordt de fabriek verder uitgebreid met de modernisering en nieuwbouw van productie-installaties.
In 1997 stopt de productie van de VW Passat in Brussel nadat er in totaal 1.257.235 stuks van de band zijn gereden. In datzelfde jaar wordt begonnen met de vervaardiging van de Seat Toledo. Bovendien wordt er tussen de directie, het management en de vakbonden een collectieve arbeidsovereenkomst gesloten in verband met het voortbestaan van de vestiging Brussel. Van 1998 tot 2000 wordt de Seat León in Brussel gemaakt. In totaal komen er zowat 20.000 voertuigen van de band.
In 2001 wordt er opnieuw van model gewisseld: de productie van de Seat Toledo stopt in Brussel na 194.789 geproduceerde wagens. In plaats daarvan wordt voortaan de VW Lupo gemaakt. De productie van de VW Lupo wordt in 2005 na 176.506 vervaardigde auto's stopgezet.
Van 2004 tot 2009 wordt in Brussel de Audi A3 geproduceerd. Daarna wordt een andere belangrijke onderneming in het leven geroepen: de vennootschap "AutoVision N.V. - S.A." wordt opgericht als exploitant van het nieuwe centrum voor toelevering en logistiek "Automotive Park". Op 19 april 2005 wordt de eerste spade in de grond gestoken voor de bouw van dat centrum. In 2006 wordt het "Automotive Park" in gebruik genomen. Bovendien begint de productie van de VW Polo in de Brusselse fabriek. Dat jaar worden er 179.382 voertuigen geproduceerd door een personeelsbestand van 5.300 medewerkers. Ook in 2006 beslist Volkswagen AG om de productie van de modellen Golf en Polo te concentreren in de Duitse vestigingen Wolfsburg en Zwickau (Mosel). Op dat moment was het voortbestaan van Volkswagen Vorst ernstig in gevaar.
Voor de toekomst van de fabriek, met een verleden in de D'Ieteren groep, was de tussenkomst van Roland D'Ieteren, oud-klasgenoot en vriend van Ferdinand Piëch cruciaal. D'Ieteren zou in 2006 persoonlijk bemiddeld hebben om de fabriek open te houden. Het waren banden die door het overlijden van beiden later verdwenen.

### Audi
In 2007 neemt AUDI AG de fabriek over en zet de activiteiten voort onder de naam Audi Brussels N.V./S.A. Over de herstructurering van de fabriek worden er tussen Audi en de Belgische vakbonden beslissende onderhandelingen gevoerd. De partijen worden het eens over de overeenkomst van een "Letter of intent" (LOI) als basis voor verdere samenwerking.
De volgende twee jaar zijn een overgangsperiode voor de fabriek: AUDI AG bouwt nieuwe installaties en renoveert bestaande infrastructuur. Tot de opvallendste werkzaamheden behoren de ombouw van de montagelijnen 1 en 2, de oprichting van een nieuw carrosseriegebouw met 450 gloednieuwe robots en de opening van een aanloop-, test- en analysecentrum. Intussen worden in Audi Brussels van 2007 tot mei 2010 de Audi A3 Sportback gemaakt, vijf generaties VW Golf (stopzetting in de zomer van 2007 na in totaal 3.870.701 geproduceerde voertuigen) en de VW Polo (productie-einde in 2009 na 149.019 vervaardigde exemplaren).
Een dubbel jubileum in 2009: in oktober vierde Audi Brussels de 100e verjaardag van het merk Audi en het 60-jarige bestaan van de Brusselse fabriek samen met de medewerkers, hun familie en vrienden tijdens een jubileumweekend. In september wordt bovendien het voorseriecenter voor de A1 ingehuldigd.
In februari 2010 opende het vernieuwde bedrijfsrestaurant. Ook het gezondheidscentrum werd vernieuwd en bood alle medewerkers vanaf april de Audi-checkup aan. Op 10 mei begint de productie van de nieuwe A1 die uitsluitend in Brussel wordt gemaakt. In november is het feest als het zevenmiljoenste voertuig de fabriek buitenrijdt. Koning Albert II bezoekt de fabriek in juni 2011 in het kader van de opening van de bezoekersweg en de productie van de 100.000e A1. In november 2011 start de productie van de Audi A1 Sportback.
Begin juni 2012 vierde Audi Brussels zijn vijfjarig bestaan en startte de productie van de Audi A1 quattro, in een beperkte oplage van 333 voertuigen. Tussen de vestiging en de partnerscholen worden samenwerkingsverdragen gesloten voor het proefproject "geassocieerd onderwijs".
Audi Brussels installeerde in 2013 circa 37.000  m² zonnepanelen. Jaarlijks wordt het CO2-gehalte dankzij de opgewekte groene stroom met ongeveer 14.230 ton verminderd.
In februari 2014 startte de productie van de Audi S1 (drie- en vijfdeurs). Audi Brussels vierde in oktober de productie van de 500.000e Audi A1 in aanwezigheid van koning Filip I. De toenmalige Duitse Bondspresident Joachim Gauck bezocht op 9 maart 2016 tijdens zijn staatsbezoek in België de fabriek. In 2016 en 2017 kende het Top Employer Institute zijn titel van „Top Employer“ toe aan het personeelsbeleid bij Audi Brussels.
In 2018 was bij Audi Brussels de serieproductie van de Audi e-tron gestart, de eerste puur elektrisch aangedreven SUV van Audi en produceerde hierdoor haar eigen batterijen. De productie van de Audi A1 ging van naar het Spaanse Martorell. Audi Brussels stelde anno 2019 ongeveer 2800 vaste mensen tewerk van 27 verschillende nationaliteiten. Vanaf 2019 startte ook de serieproductie van de Audi e-tron sportback. De productie van de nieuwe Audi Q4 e-tron ging in 2020 naar Volkswagen Sachsen GmbH in Zwickau. In 2023 veranderde de naam van de Audi e-tron naar de Audi Q8 e-tron ter gelegenheid van de facelift van dit model. 
Omdat in Zwickau zowel de VW ID.3, VW ID.4, VW ID.5, de Cupra Born, de Audi Q4 e-tron als de Audi Q4 Sportback e-tron werden geproduceerd was er in 2023 even hoop dat een deel van de Audi Q4 e-tron productie toch naar Brussel zou verhuizen. Omwille van tegenvallende verkoopcijfers en de wens de productie in Zwickau op peil te houden kreeg Audi Brussels op 9 oktober 2023 het nieuws dat van deze nieuwe opdracht dan toch geen sprake ging zijn.
In februari 2024 raakte bekend dat de volgende versie van de Audi Q8 e-tron (2027) niet meer in Brussel gemaakt gaat worden, maar in Mexico en China, vanwege de tegenvallende verkoop. Er werd toen gesteld dat er nadien auto's van een ander merk van de groep gemaakt worden.
In juli 2024, in een periode waar de fabriek gesloten was door een collectieve periode van economische werkloosheid en aansluitend jaarlijks verlof, kondigde de directie op een bijzondere ondernemingsraad een versnelde afbouw van de productie van de Audi Q8 e-tron met collectief ontslag aan. Volgens de aankondiging, op basis van de procedure van de wet-Renault, zouden in oktober 2024 1410 banen geschrapt worden en midden 2025 nog eens 600. Op 28 februari 2025 stopt de autoproductie er definitief. Wat de toekomst van de fabriek wordt is onzeker, en sluiting wordt niet uitgesloten.